# Garde du Corps

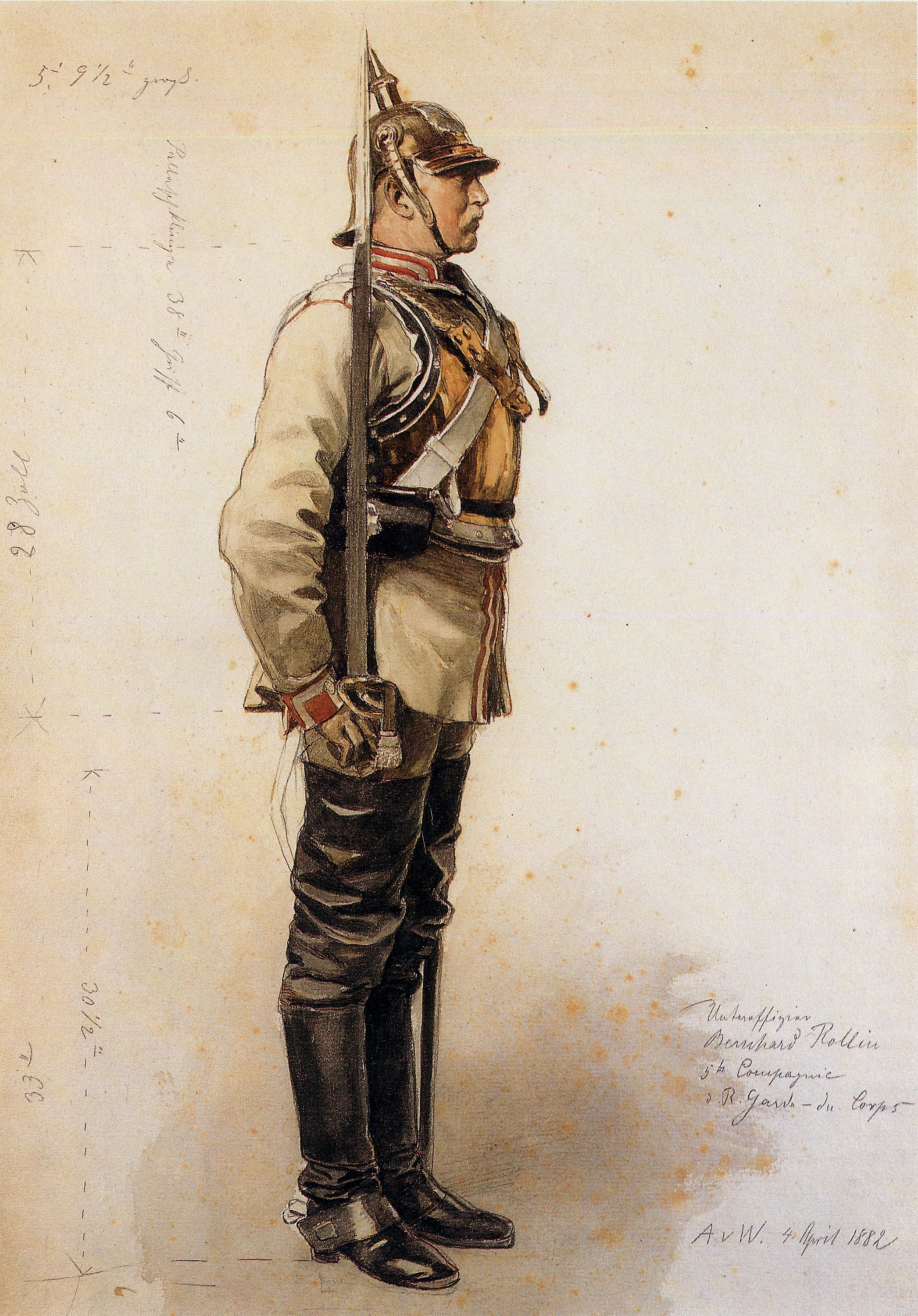
Couraceiro do Regimento Garde du Corps numa pintura de Anton von Werner

Garde du Corps foi um regimento de couraceiros da cavalaria de guarda do Exército prussiano. Sua criação remonta ao ano de 1740, quando a Prússia encontrava-se sob o reinado de Frederico, o Grande.
Sua função não era ser apenas uma guarda pessoal do rei, mas também uma unidade-modelo para a reformulação de toda a cavalaria prussiana que provara suas falhas na batalha de Mollwitz.
Oficiais comandantes
- 1740 - Otto von Blumenthal
- 1744 - George von Jaschinsky
- 1747 - Johann von Blumenthal
- 1758 - Wilhelm von Wackenitz
- 1760 - Karl von Schatzell
- 1773 - Carl von Mengden
- 1785 - Carl von Byern